# Ramon Rogent i Perés
Ramon Rogent i Perés (Barcelona, 1920 - Pla-d'Orgon, França, 1958) fou un pintor i dibuixant català.

## Vida i obra
Va fer estudis d'arquitectura i va acudir a classes a l'escola Llotja de Barcelona.
A partir de l'any 1941, desenvolupa la seva obra en diversos camps, com la il·lustració, treballs d'escenografia, murals i pintura de cavallet. Va estar influenciat per Matisse sobretot amb el seu colorit i amb el dibuix per Picasso. Va exposar a nombroses ocasions tant a galeries nacionals com estrangeres, tenint obra seva a diferents museus.
Del 2 al 22 d'octubre de 1948, Rogent, juntament amb Modest Cuixart i Tàpies, Maria Girona i Benet, Josep Hurtuna, Jordi Mercadé i Farrés, Albert Ràfols-Casamada, Josep Maria de Sucre i de Grau, Jacint Morera i Pujals, Francesc Todó Garcia, Pere Tort i Antoni Tàpies i Puig va participar en el Primer Saló d'Octubre a les Galeries Laietanes.
L'any 1956 se li va encarregar la decoració de la Sala del Treball de la Casa de la Ciutat de Barcelona, deixant-la inacabada, per la seva mort prematura en accident d'automòbil el 1958. La resta de la decoració va ser realitzada seguint el seu projecte pel seu alumne Joan Bosco Martín. El mateix any de la seva mort fou president del Saló de maig de Barcelona.